# Lukáš Došek
Lukáš Došek (Karlovy Vary, 12 settembre 1978) è un ex calciatore ceco, di ruolo terzino destro.

## Biografia
È il fratello gemello di Tomáš Došek, anch'egli calciatore

## Carriera

### Club

#### Spartak Trnava
Dopo aver trascorso la maggior parte della sua carriera giovanile al TJ DDM Stará Role nel 1995 arriva a giocare nelle giovanili dello Spartak Trnava squadra slovacca in cui entra in prima squadra nel 1997 giocando buona parte del campionato. Gioca da titolare nella stagione seguente.

#### Slavia Praga
Viene acquistato dai cechi dello Slavia Praga nel 1999 per disputare da titolare il campionato ceco che la squadra conclude al terzo posto. Nella stessa stagione la squadra si aggiudica la coppa nazionale battendo per 1-0 lo Slovan Liberec. Nella stagione 1999-2000 lo Slavia giunge al secondo posto in campionato dietro i rivali dello Sparta. Nel 2001 lo Slavia arriva al secondo posto sempre dietro lo Sparta. Il 2002 è un anno difficile in campionato perché i biancorossi giungono al quinto posto sorpassati anche dai cugini del Bohemians 1905. Nel 2002 lo Slavia riesce a battere nell'acceso derby contro i rivali granata per 2-1 aggiudicandosi per la seconda volta la coppa nazionale. Lo Slavia Praga comincia bene l'annata successiva ma il torneo va per un solo punto allo Sparta Praga. Il campionato seguente se lo aggiudica il Baník Ostrava e lo Slavia giunge al quarto posto. Gioca parte della stagione 2004-05 prima di accasarsi al Sportfreunde Siegen società tedesca. Tra il 1999 e il 2005 lo Slavia, anche grazie alle prestazioni di Dosek, dimostra di avere ogni anno una fra le migliori difese del campionato.

#### Sportfreunde Siegen, Thun e il ritorno allo Spartak Trnava
Dopo aver disputato più di 150 incontri di Gambrinus Liga e aver segnato 4 reti dimostrando grazie alle sue prestazioni che quella dello Slavia era una delle migliori difese del campionato si trasferisce al Sportfreunde Siegen nel 2005. Dopo aver giocato 28 incontri, passa alla squadra Svizzera Thun per la stagione 2006-07, nella quale i biancorossi si salvano con diverse giornate d'anticipo nonostante abbiano una difesa pessima. Nella stagione successiva rimane nella compagine svizzera con la quale riesce a concludere mezza stagione prima di tornare in Slovacchia, allo Spartak Trnava. Gioca 23 incontri di campionato portando lo Spartak al quarto posto.
Nel 2009 si trasferisce al FK Slavoj Vyšehrad e nella successiva stagione diviene un calciatore del Slavoj Koloveč.

### Nazionale
Entra in Nazionale nel 2000 ma viene chiamato raramente e si ritira nel 2002.

## Palmarès
- Coppa della Repubblica Ceca: 2

Slavia Praga: 1998-1999, 2001-2002